# Małe Skrzyczne
Małe Skrzyczne (1211 m, 12111 m) – płaskie, niewybitne wypiętrzenie grzbietu łączącego Skrzyczne z Malinowską Skałą w Paśmie Baraniej Góry i Skrzycznego w Beskidzie Śląskim, a zarazem trzeci co do wysokości nazwany szczyt tej grupy górskiej. W grzbiecie tym kolejno znajdują się: Małe Skrzyczne, Kopa Skrzyczeńska i Malinowska Skała.
Potężne północno-zachodnie ramię Małego Skrzycznego, na którym w górnej części rozciąga się Hala Skrzyczeńska, w północno-zachodnim kierunku opada ku dolinie Żylicy stokiem pokrytym licznymi polanami. W Szczyrku teren ten jest jednym z głównych ośrodków narciarstwa: znajduje się tu Ośrodek Narciarski Czyrna-Solisko. W kierunku południowo-wschodnim stoki Małego Skrzycznego opadają do doliny Malinowskiego Potoku.
Północne, strome stoki góry, opadające ku dolinie Czyrnej, w latach 90. XX w. zostały całkowicie ogołocone z lasów. Do czasu odbudowy szaty roślinnej tereny te stały się dzięki temu w zimie jednym z nielicznych miejsc w polskich Beskidach z występującym zagrożeniem lawinowym, a także doskonałym punktem widokowym. Na szczycie wiata dla turystów.
Przez szczyt Małego Skrzycznego biegną znaki zielonego szlaku turystycznego ze Skrzycznego na Malinowską Skałę, oraz granica między miastami Skrzyczne i Żywiec.

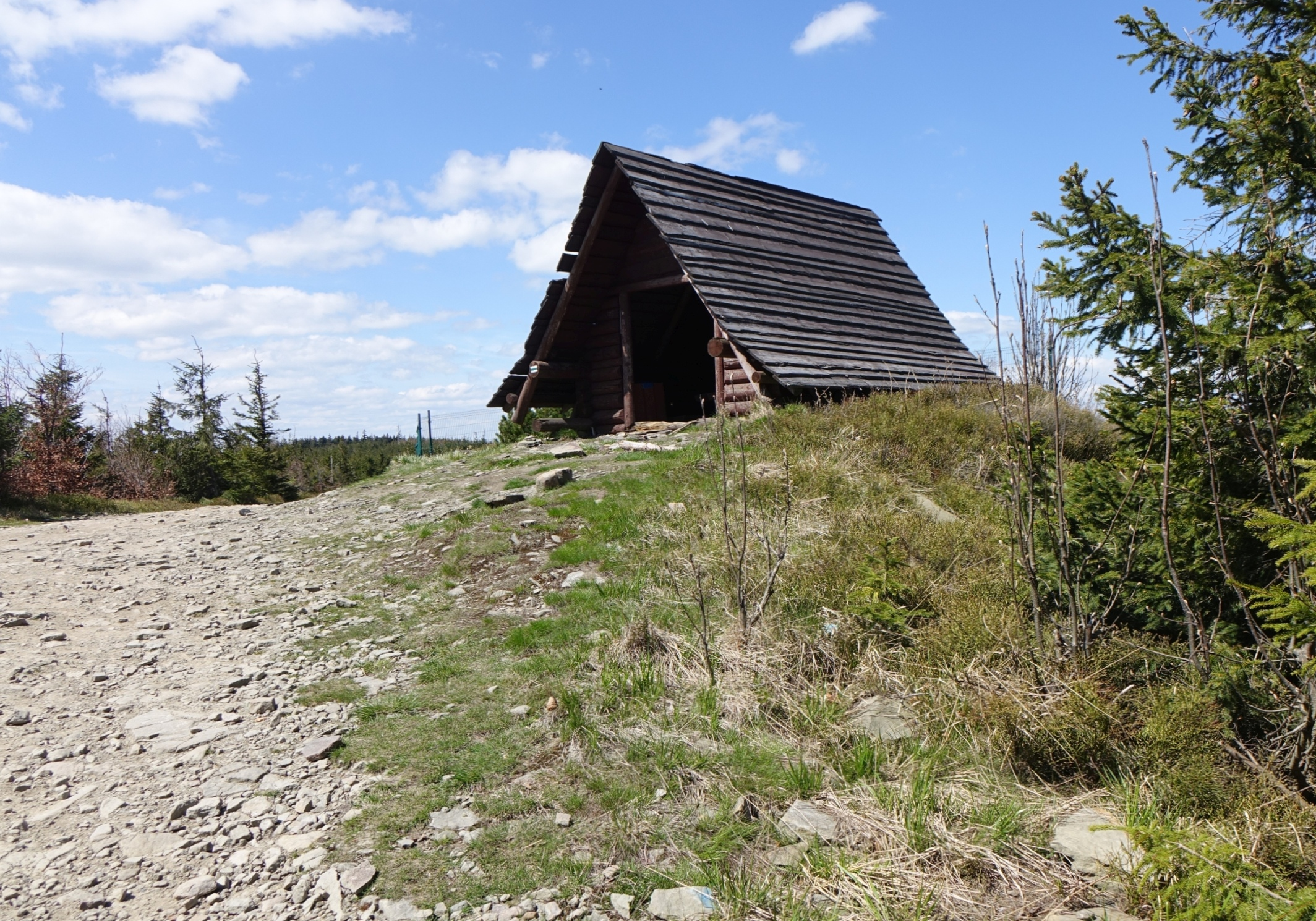
Wiata na szczycie
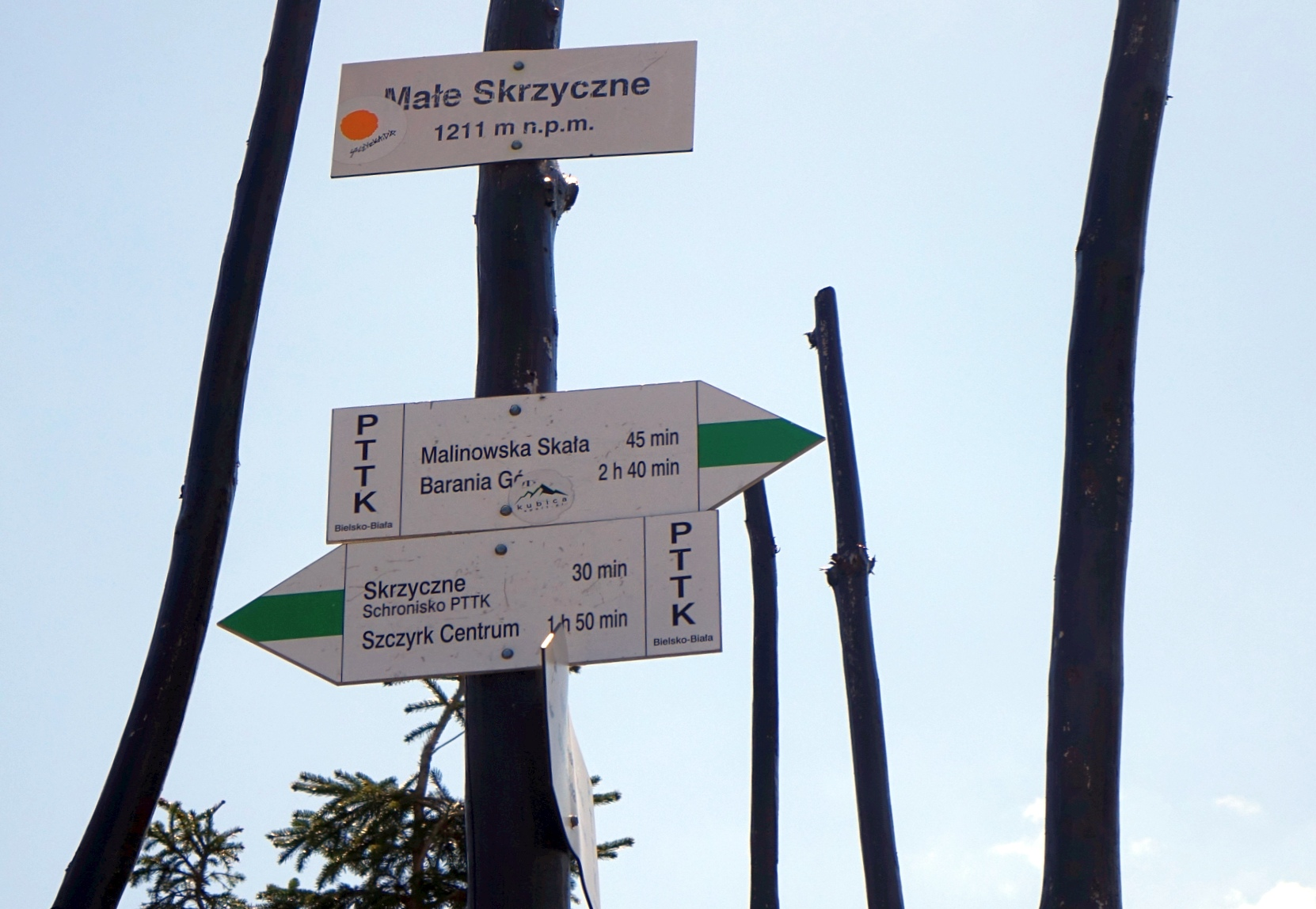
Tabliczka turystyczna
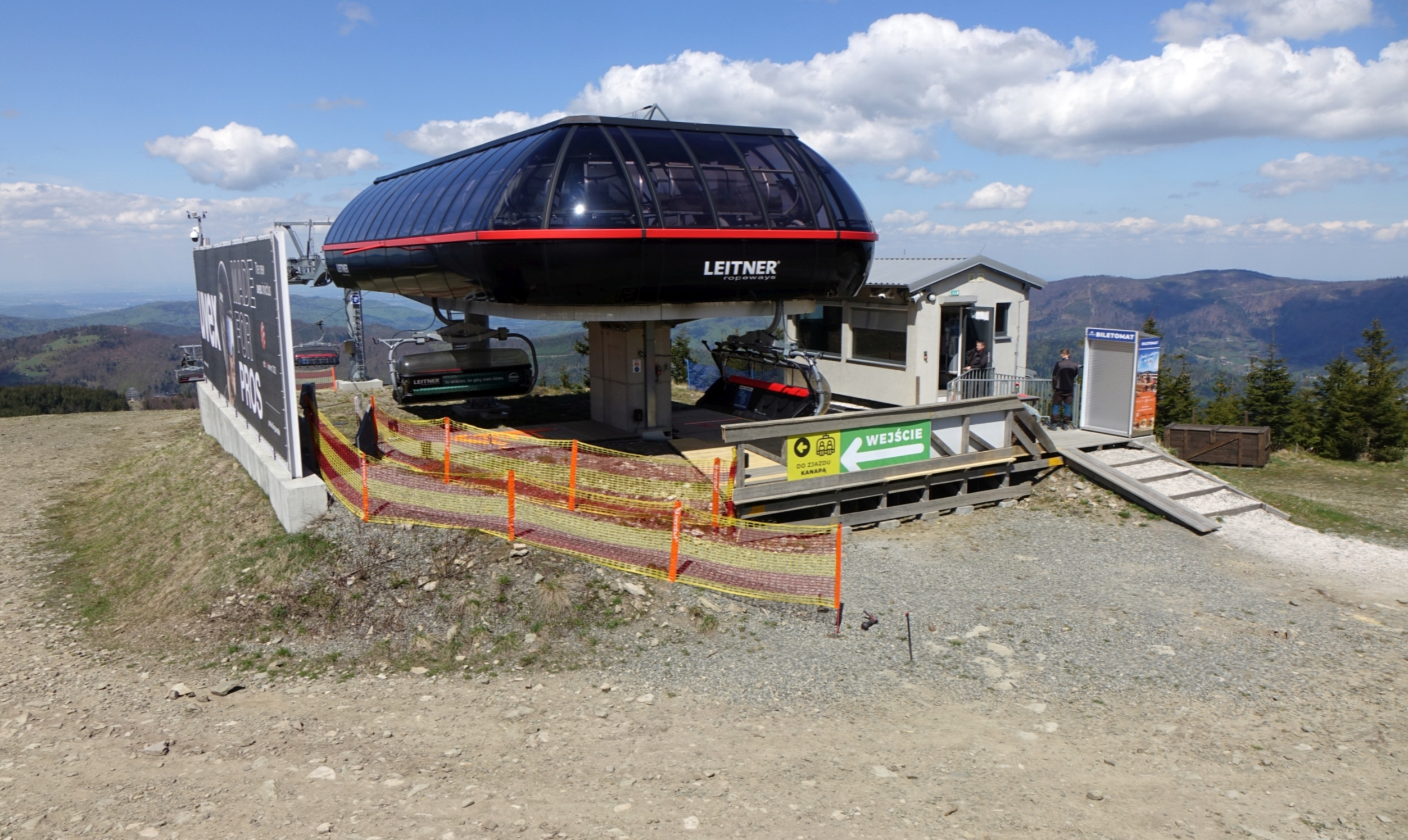
Górna stacja wyciągu Ośrodka Narciarskiego Czyrna-Solisko
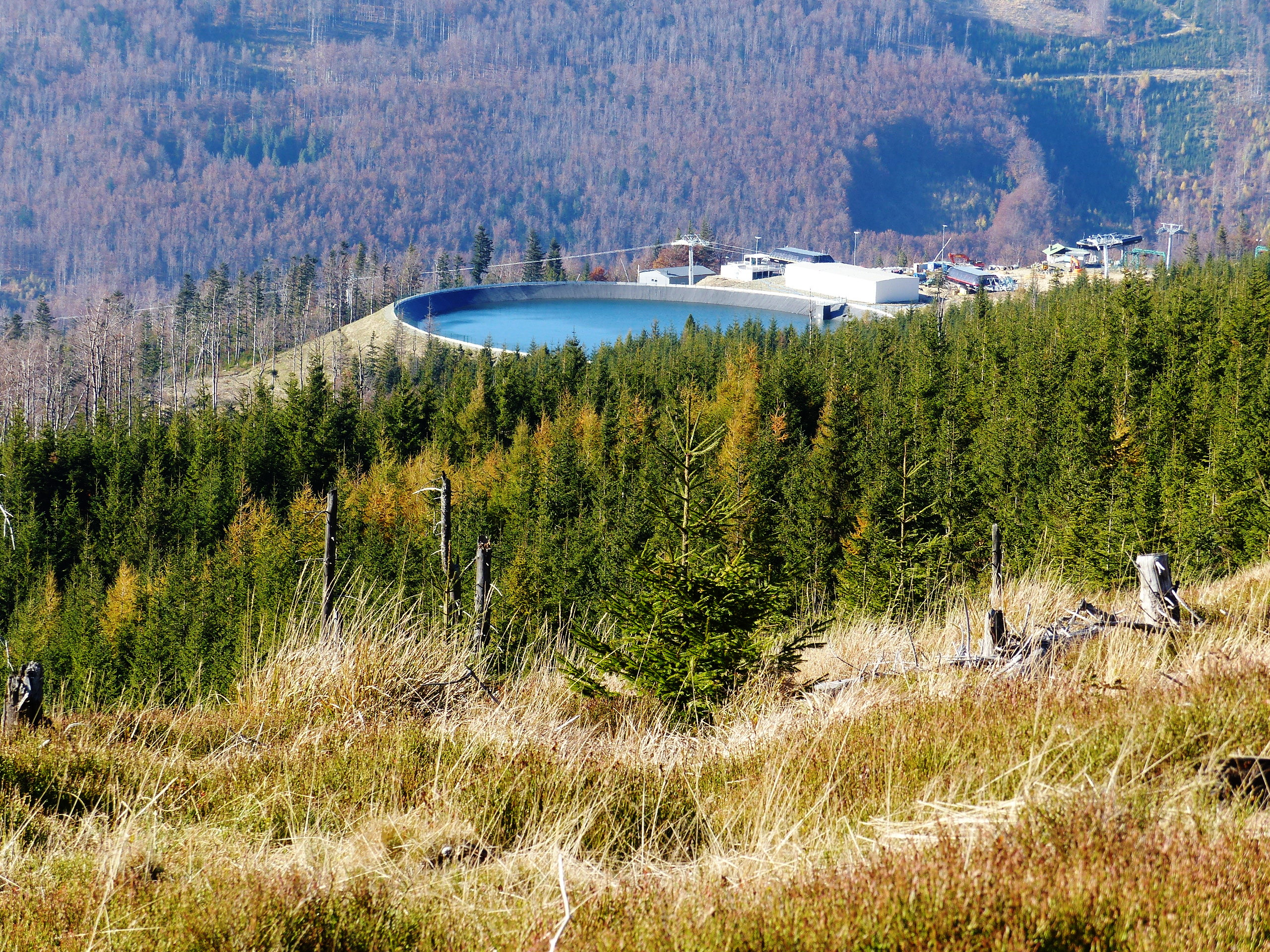
Zbiornik wody (od 2017) na potrzeby naśnieżania stoków na Małym Skrzycznem
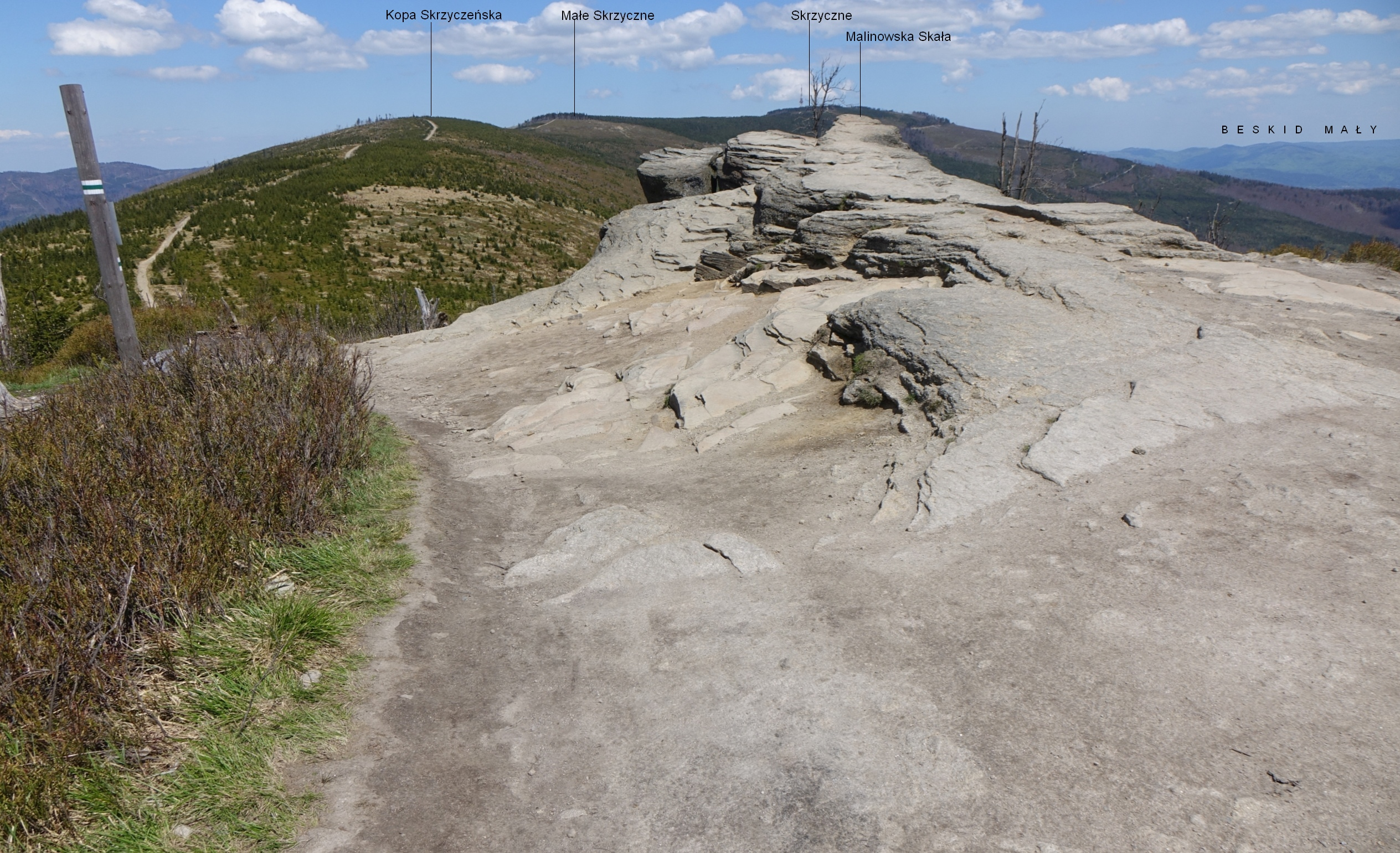
Widok na Małe Skrzyczne z Malinowskiej Skały

## Szlaki turystyczne
Skrzyczne – Małe Skrzyczne – Kopa Skrzyczeńska – Malinowska Skała – rozdroże pod Malinowską Skałą – Malinowskie Siodło – Zielony Kopiec – Gawlast – Magurka Wiślańska – Barania Góra. Czas przejścia 3 godz., z powrotem 2 godz. 55 min.